# Pseudopotencjał
Pseudopotencjał (ang. pseudopotenial) – pojęcie z zakresu hydrodynamiki podziemnej i inżynierii złożowej, merytorycznie związane z pojęciem ciśnienia.

## Definicja
Pseudopotencjał jest związaną z ciśnieniem skalarną wielkością fizyczną, odnoszącą się do gazów, zdefiniowaną w sposób:
{\displaystyle \Psi \;{\stackrel {\mathrm {df} }{=}}\;\int \limits _{P_{o}}^{P}{\frac {\xi }{Z(\xi /P_{c},T/T_{c})}}\,d\xi ,}
gdzie:
{\displaystyle P} – ciśnienie gazu,
{\displaystyle P_{o}} – dowolna, lecz ustalona wartość ciśnienia gazu nie niższa od ciśnienia krytycznego {\displaystyle P_{c},}
{\displaystyle T} – temperatura gazu,
{\displaystyle T_{c}} – temperatura krytyczna gazu,
{\displaystyle \xi } – zmienna całkowania,
{\displaystyle Z} – współczynnik ściśliwości gazu stanowiący ciągłą funkcję pseudozredukowanego ciśnienia i pseudozredukowanej temperatury w zakresie nadkrytycznym.
Czasami spotykane są też definicje alternatywne:
{\displaystyle \Psi \;{\stackrel {\mathrm {df} }{=}}\;\int \limits _{P_{o}}^{P}{\frac {\xi }{B(\xi ,T)Z(\xi /P_{c},T/T_{c})}}\,d\xi ,}
{\displaystyle \Psi \;{\stackrel {\mathrm {df} }{=}}\;\int \limits _{P_{o}}^{P}{\frac {\xi }{\mu (\xi /P_{c},T/T_{c})Z(\xi /P_{c},T/T_{c})}}\,d\xi ,}
{\displaystyle \Psi \;{\stackrel {\mathrm {df} }{=}}\;\int \limits _{P_{o}}^{P}{\frac {\xi }{\mu (\xi /P_{c},T/T_{c})B(\xi ,T)Z(\xi /P_{c},T/T_{c})}}\,d\xi ,}
gdzie:
{\displaystyle B} – współczynnik objętościowy gazu,
{\displaystyle \mu } – lepkość gazu.

## Własności i zastosowania
Wymiarem pseudopotencjału (w najczęściej spotykanej wersji definicji, podanej powyżej jako pierwszej) w układzie SI jest pascal kwadratowy. Obecność bezwymiarowego współczynnika objętościowego w definicji pseudopotencjału nie zmienia jego wymiaru.
Pojęcie pseudopotencjału wykorzystywane jest przede wszystkim w opisie przepływu gazu rzeczywistego powyżej jego parametrów krytycznych ciśnienia i temperatury. Dzięki wprowadzeniu pseudopotencjału w miejsce ciśnienia nieliniowe równania transportu gazu sprowadzić można wówczas do postaci quasi-liniowej.